# 피엘 살바헤
《피엘 살바헤》(스페인어: Piel salvaje)은 2016년 방영된 베네수엘라의 텔레노벨라이다.